# Oda Nobutomo
Oda Nobutomo (織田 信友?; ... – 10 maggio 1555) è stato un samurai giapponese del periodo Sengoku, servitore del clan Oda.

## Biografia
Nobutomo era il capo del ramo Oda-Kiyosu (o Oda-Iwakura) del clan Oda e governava quattro distretti meridionali della provincia di Owari. Agì come Shugodai (vice governatore) per Shiba Yoshimune, dietro al quale effettivamente governava i suoi territori. Dopo che Oda Nobuhide morì nel 1551 e Nobunaga fu nominato erede, Nobutomo complottò per assassinarlo. Yoshimune venne a sapere dei progetti di Nobutomo e avvertì Nobunaga, con il quale aveva una relazione segreta. 
Nobutomo scoprì la soffiata di Yoshimune e lo fece uccidere. Nobunaga rispose attaccando il castello di Kiyosu e Nobutomo fu ucciso.